# Cá tầm nhỏ
Cá tầm nhỏ (Sterlet - từ tiếng Nga cтерлядь) (Acipenser ruthenus, một số tài liệu gọi là cá tầm sông Danube, nhưng thực ra rất ít khi đánh bắt được chúng tại sông này), là một trong những loài cá tầm nhỏ nhất, chúng sinh sống tại các biển như biển Đen, biển Caspi, Azov, Baltic, Bạch Hải, biển Barents, Kara và ngược dòng vào sông với khoảng cách lớn từ biển hơn nhiều so với các loài cá tầm khác; vì thế nó có thể là không phải là phổ biến tại khu vực sông Danube ven Viên, nhưng lại có thể đánh bắt được tại các khu vực xa hơn về thượng nguồn như ở Ratisbon và Ulm. Nó phổ biến hơn nhiều tại các con sông của Nga, tại đây nó được đánh giá cao do chất lượng tuyệt hảo của thịt cũng như cung cấp các loại trứng cá muối và thạch cá tốt nhất. Trong thế kỷ 18 đã có các ý định đưa loại cá có giá trị này vào tỉnh Prussia và Thụy Điển, nhưng không thành. Cá tầm nhỏ được phân biệt với các loài cá tầm châu Âu khác bởi chiếc mõm dài và hẹp cùng râu có tua. Nó ít khi dài quá 1 m (3 ft).